# Joseph Nonge
Joseph Nonge, né le 15 mai 2005 à Jette (Bruxelles) en Belgique, est un footballeur belgo-congolais qui joue au poste de milieu de terrain à Kocaelispor.

## Biographie

### En club

#### Jeunesse et formation
Joseph Nonge débute le football dans son pays natal sous les couleurs du RSC Anderlecht. Il s'engage a la Juventus FC en 2021.
Il évolue dans un premier temps avec l'équipe réserve du club italien, en Serie C, où il dispute un total de 21 matchs pour 2 buts et 2 passes décisives.
Le 4 janvier 2024, Joseph Nonge dispute ses premières minutes avec La Vieille Dame lors de la large victoire 6-1 contre l'US Salernitana,. Il dispute un total de quatre rencontres avec la Juventus FC.
Le 15 mai 2024, il remporte la Coupe d'Italie.

#### Prêt a l'ESTAC Troyes
Le 30 août 2024, Joseph Nonge est prêté avec option d'achat en Ligue 2 à l'ESTAC Troyes. 
Il fait ses débuts pour l'ESTAC Troyes, le 20 septembre 2024, remplaçant Abdoulaye Kanté, lors de la 5e journée de Ligue 2 contre le Rodez AF (défaite 3-0).
Il effectuera aussi 5 matchs pour 1 but avec l'équipe réserve de l'ESTAC Troyes en National 3.

#### Prêt au Servette Genève
Lors du mercato hivernal 2024-2025, Joseph Nonge quitte l'ESTAC Troyes pour rejoindre le Servette FC, à qui la Juventus décide de le prêter jusqu'à la fin de la saison.
Il fait ses débuts pour le Servette FC, le 4 février 2025, lors de la 22e journée de Super League contre le FC Sion (match nul 3-3).

#### Kocaelispor
Le 5 juillet 2025, il rejoint la Turquie et s'engage pour trois saisons avec le Kocaelispor, fraîchement promu en SüperLig.

### En sélections nationales
Joseph Nonge est international espoir belge et a joué pour les sélections des moins de 15 ans, moins de 17 ans, moins de 18 ans, moins de 19 ans et moins de 20 ans entre 2020 et 2023.
Né en Belgique, il possède également la nationalité congolaise et pourrais dès lors encore opter pour la sélection des Léopards, à l'image de deux autres jeunes joueurs de sa génération, Noah Sadiki et Ngal'ayel Mukau.

## Statistiques

### En club
| Saison                | Club                     | Championnat           | Championnat | Championnat | Championnat | Coupe(s) nationale(s) | Coupe(s) nationale(s) | Coupe(s) nationale(s) | Autres compétitions | Autres compétitions | Autres compétitions | Autres compétitions | Total | Total | Total |
| Saison                | Club                     | Division              | M.          | B.          | P.d.        | M.                    | B.                    | P.d.                  | Comp.               | M.                  | B.                  | P.d.                | M.    | B.    | P.d.  |
| 2022-2023             | Juventus Next Gen (en)   | Serie C               | 1           | 0           | 0           | 1                     | 1                     | 1                     | -                   | -                   | -                   | -                   | 2     | 1     | 1     |
| 2023-2024             | Juventus Next Gen (en)   | Serie C               | 15          | 1           | 1           | -                     | -                     | -                     | PO                  | 4                   | 0                   | 0                   | 19    | 1     | 1     |
| Sous-total            | Sous-total               | Sous-total            | 16          | 1           | 1           | 1                     | 1                     | 1                     | -                   | 4                   | 0                   | 0                   | 21    | 2     | 2     |
| 2023-2024             | Juventus FC              | Serie A               | 2           | 0           | 0           | 2                     | 0                     | 0                     | -                   | -                   | -                   | -                   | 4     | 0     | 0     |
| 2024-2025             | ESTAC Troyes (prêt)      | Ligue 2               | 6           | 0           | 0           | -                     | -                     | -                     | -                   | -                   | -                   | -                   | 6     | 0     | 0     |
| 2024-2025             | ESTAC Troyes rés. (prêt) | National 3            | 5           | 1           | 0           | -                     | -                     | -                     | -                   | -                   | -                   | -                   | 5     | 1     | 0     |
| 2024-2025             | Servette FC (prêt)       | Super League          | 5           | 0           | 0           | -                     | -                     | -                     | -                   | -                   | -                   | -                   | 5     | 0     | 0     |
| 2025-2026             | Kocaelispor              | SüperLig              | 2           | 0           | 0           | -                     | -                     | -                     | -                   | -                   | -                   | -                   | 2     | 0     | 0     |
| Total sur la carrière | Total sur la carrière    | Total sur la carrière | 36          | 2           | 1           | 3                     | 1                     | 1                     | -                   | 4                   | 0                   | 0                   | 43    | 3     | 2     |

## Palmarès

### En club
|  |  | Juventus FC - Coupe d'Italie (1) : - Vainqueur : 2024 |